# Eric Bress
Eric Bress, né à New-York, est un scénariste et réalisateur américain.

## Biographie
Eric Bress est connu principalement pour les films Destination finale 2, L'Effet papillon et Destination finale 4. Il travaille fréquemment avec J. Mackye Gruber.
Il est diplômé de l'université de Syracuse, où il a étudié la réalisation. Originaire de New York, il a travaillé en tant qu'ingénieur du son avant de se mettre à l'écriture de films.

## Filmographie
- 1997 : Fast, Cheap and Out of Control (assistant production)
- 1998 : Blunt (scénariste, acteur, producteur)
- 2003 : Bits and Pieces: Bringing Death to Life (acteur)
- 2003 : Destination finale 2 (scénariste)
- 2004 : Cellular (scénariste)
- 2004 : L'Effet papillon (scénariste, réalisateur)
- 2005 : L'Effet papillon 2 (scénariste)
- 2006 : Destination finale 3 (remerciements spéciaux)
- 2006 : Kyle XY (scénariste, producteur exécutif)
- 2009 : Destination finale 4 (scénariste)
- 2020 : Ghosts of War (réalisateur et scénariste)